# 무라카미 겐지
무라카미 겐지(일본어: 村上源氏 むらかみげんじ[*])는 62대 무라카미 천황의 황자를 시조로 하는 겐지 씨족으로, 사성황족 중 하나이다. 성(카바네)는 아손이다.

## 개요
겐지를 선조로 하는 천황별로 21개의 류파 (겐지 21파)가 있으며, 무라카미 겐지는 그 중 하나로, 무라카미 천황에게서 갈라진 씨족이다.
무네히라 친왕, 다메히라 친왕, 도모히라 친왕의 각 황자를 시조로 하는 3개의 류파가 있다. 그 중에서도 도모히라 친왕의 후손 중 나카노인류가 가장 번성하여, 고가 가 (적류)나 나카노인 가를 비롯하여 10가의 당상가를 배출하였으며, 겐지 계열의 공경에서는 필두를 차지하였다.

## 역사
무라카미 겐지 중에서도 가장 번성했던 곳은, 도모히라 친왕의 아들 스케사다 왕 (후의 미나모토노 모로후사)의 나카노인류의 흐름이다. 스케사다 왕은 2살에 아버지가 사망하였고, 누나인 타카히메 여왕에게 양육되었다. 타카히메가 나중에 섭정 후지와라노 요리미치의 정실이 되자, 자녀가 없던 요리미치는 그를 입양하기 위해, 스케사다 왕을 신적강하시키고, 미나모토노 모로후사로 이름을 고쳤다. 요리미치의 아버지 후지와라노 미치나가도 모로후사를 총애해, 딸 손시/타카코를 시집보낸 데다, 요리미치에게 아들이 태어나지 않으면, 모로후사를 후지와라씨로 개성시켜 섭관가를 상속시켜도 상관없다고 말한 것으로 알려졌다.
모로후사가 섭가를 잇진 않았지만, 모로후사의 딸 레이시는 후지와라노 모로자네, 모로후사의 차남인 미나모토노 아키후사의 딸 모로코는 후지와라노 타다자네의 정실이 되었고, 후지와라노 요리나가가 "그의 우부 (모로후사) 외척 선조와 같다"고 적어 후손들로부터 많은 대신을 배출했다. 아키후사의 딸 켄시/카타이코가 낳은 호리카와 천황의 치세에서는 "좌우대신, 좌우대장, 겐지 동시에 나란히 선 예, 아직 이 일이 없다", "근대 공경련 4인, 겐지의 사람 절반을 넘거나 아직 이와 같은 일이 있는가"와 같이 천황의 외척으로서 융성을 다했다. 미나모토노 아키후사의 장남 미나모토노 마사자네는 미나모토씨로서 처음으로 태정대신이 되었다. 이후, 천황의 외척 지위는 후지와라씨 칸인류에게 빼앗기고, 겐지의 세력은 후퇴했다.
가마쿠라 시대에 이르러, 나카노인류 적류인 미나모토노 미치치카는 쿠죠가에 대항하여 고시라카와 법황ㆍ고토바 상황의 원정 하에서 활약하여 츠치미카도 천황의 외조부로서 권세를 떨쳤다.
미치치카의 아들인 미나모토노 미치테루 이후에는 코가(久我)를 가명(家名)으로 하였다. 아시카가 요시미츠가 태정대신이 되기 전가지는 청화가인 코가가ㆍ호리카와ㆍ츠치미카도ㆍ나카노인의 4가가 번갈아 겐지 씨장자를 세습했지만, 무로마치 시대에 호리카와ㆍ츠치미카도 두 가문이 단절되어, 코가ㆍ나카노인 두 가문이 세습하였다.
코가가에서는 대신가인 나카노인가나 그의 분가근인 키타바타케가, 이와쿠라가, 로쿠죠가의 분가인 치구사가 외 합계 10가의 당상가를 배출하였다. 남북조 시대의 키타바타케 치카후사ㆍ아키이에 부자와 치쿠사 타다아키, 막부 말기의 이와쿠라 토모미도 무라카미 겐지의 지류이다.
한편, 무라카미 겐지 마사카네류라고 자칭한 나와씨나, 마찬가지로 무라카미 겐지 스에후사류라고 자칭한 무로마치 시대의 슈고 다이묘 아카마츠씨 (및 오쿠다이라씨) 등 무라카미 겐지의 후손이라 칭하는 무가도 많이 존재한다.

## 유명한 무라카미 겐지

### 씨족
- 키타바타케씨
  - 이세 오카와치 씨, 코즈쿠리씨, 타마루씨, 호시아이씨 등
- 혼마씨
- 사사키씨

### 인물
무라카미 겐지의 인물 목록 참고.

## 같이 보기
- 역성황족
- 츠치미카도도노 - 헤이안 시대부터 가마쿠라 시대의 무라카미 겐지의 본저택